# Anke Eckardt

Anke Eckardt, 2012

Anke Eckardt (geb. 1976 in Dresden, DDR) ist eine deutsche Künstlerin, die in Graz und Wien lebt. Sie schafft multimediale Installationen, Klanginstallationen und Klangskulpturen, dabei arbeitet sie sowohl mit analogem Material als auch mit Neuen Medien.

## Leben
Anke Eckardt studierte an der Universität der Künste Berlin Sound Studies, wo sie ihr Studium im Jahr 2010 abschloss. Zuvor hatte sie sowohl eine Toningenieur-Ausbildung absolviert als auch bei Friedlich Kittler und Wolfgang Ernst Kultur- und Medienwissenschaften an der Humboldt-Universität in Teilzeit studiert. Im Anschluss an ihr Studium wurde sie für zweieinhalb Jahre Stipendiatin der Einstein Stiftung Berlin an der Graduiertenschule für die Künste und die Wissenschaften der Udk Berlin, mit Christina Kubisch als Mentorin. Danach war Eckardt von 2014 bis 2017 in Kassel künstlerische Mitarbeiterin der Künstlerin und Professorin Heike Klussmann im Fachgebiet Bildende Kunst, Fachbereich Architektur – Stadtplanung – Landschaftsplanung an der Universität Kassel.
Anke Eckardts Schaffen wird durch internationale Ausstellungen, u. a. beim Nemo Festival Paris, im Haus der Kulturen der Welt Berlin, bei der Ars Electronica in Linz, der ISEA Hongkong, dem AIL Angewandte Innovation Laboratory Wien, im MAKK Museum Köln, bei Enlighten in der Central Library in Manchester, TodaysArt in Den Haag, CYNETART im Festspielhaus Hellerau Dresden, SKANU MESZ im Rahmen der Kulturhauptstadt Europas in Riga sowie beim CTM Festival Berlin anerkannt.
Seit 2023 ist Anke Eckardt Professorin für Bildende Kunst an der Kunstuniversität Graz, wo sie ihren künstlerischen Ansatz in die Praxis von Lehre und Forschung einbettet. Zuvor war sie Gastprofessorin an der Kunsthochschule für Medien Köln / KHM (Professorin für Sound 2014–2017) sowie Gastprofessorin für Klangkunst an der Musikhochschule Mainz der Johann Gutenberg-Universität (2016–2017). Für das Bundesland Nordrhein-Westfalen war sie 2022 im Auftrag des Frauenkulturbüros als künstlerische Beraterin für den Künstlerinnenpreis 2022 in der Kategorie ‘Digitale Kunst’ tätig.

## Werk
Anke Eckardt gilt als Künstlerin mit einer eigenen Handschrift im Bereich der Klang- und Medienkunst. In ihren Installationen verbindet sie Klang mit der visuellen Welt, um wahrnehmbare Interdependenzen und vielschichtige Erzählungen zu schaffen. Häufig greift sie in ihren Arbeiten Themen aus den Bereichen der Kommunikation und Politik auf.
Von 2008 bis 2014 arbeitete Anke Eckardt an einer Trilogie zu imaginären Architekturen mit dem Titel GROUND WALL VERTICALITY. In diesem Rahmen realisierte sie eine Reihe von multimedialen Installationen, dazu gehören mehrere Versionen von ‘GROUND’  (2013/14), ‘BETWEEN | YOU | AND | ME’ (2011/2012) und ‘!’ & ‘! MULTICHANNEL’ (2008–2010). Diese Arbeiten beruhen auf Anke Eckardts Auseinandersetzung mit Machtverhältnissen sowie Politiken der Materialität; ästhetisch entfalten sie ihre jeweils eigene Poetik des Raumes. Ihr dazugehöriges Künstlerbuch ‘SONIC SPACES’ (2013) veröffentlichte Anke Eckardt im Revolver Verlag, Berlin. Seit 2017 und verstärkt durch die Pandemie vertiefte Eckardt ihre künstlerische Auseinandersetzung mit Digitalität in Kunst und Gesellschaft. Sie erweiterte ihre künstlerische Sprache, indem sie seitdem auch Neue Medien wie KI und AR künstlerisch in ihren Arbeiten mit einsetzt. Darüber hinaus veröffentlichte Anke Eckardt Artikel zu KI in Kunst und Musik, u. a. auf der Plattform ‘Sounding Future’.

### Ausstellungen / Projekte (Auswahl)
- 2024 Parco de la Musica Ennio Morricone Rom, IT[18]
- 2024 ORANGE THE WORLD im öffentlichen Raum Graz, AUT[19]
- 2023 Kunstbrücke am Wildenbruch Berlin, DEU[20]
- 2023 INKA-ARApp[21]
- 2022 Saarländisches Künstlerhaus, DEU[22]
- 2021 Chronotopia Echoes Athen, GRC[23]
- 2020 Bethanien CTM Berlin, DEU[24]
- 2019 kjubh Kunstverein Köln, DEU[25]
- 2018 Haus der Kulturen der Welt Berlin, DEU[26]
- 2016 ISEA 2016 Hongkong, HKG[27]
- 2016 EXIT Festival Paris, FRA[28]
- 2016 AIL Angewandte Interdisciplinary Lab Wien, AUT
- 2015 Central Library Manchester, GBR[29]
- 2014 ECHOECHO Dublin mit Choreographin Shannon Cooney, IRL[30]
- 2014 SKANU MESZ Riga, LVA[31]
- 2014 European Media Art Festival EMAF Osnabrück, DEU
- 2013 NEMO-FESTIVAL Paris, FRA[32]
- 2012 Steirischer Herbst / musikprotokoll Graz, AUT[33]
- 2012 PRIX ARS ELECTRONICA OK Linz, AUT[34]
- 2011 Festspielhaus Hellerau Dresden, DEU[35]

### Stipendien / Preise (Auswahl)
- Stiftung Kunstfonds 2022
- Musikfonds Stipendium 2021[36]
- Kunststiftung NRW Award Sonderfonds ‘Begrenzt/Entgrenzt’ 2020
- Stiftung Kunstfonds Stipendium für Bildende Künstlerin mit Kind 2020[37]
- VIDA AWARD 16.0 (Madrid, ES) Honorary Mention für ‘GROUND’ 2014
- Einstein Stiftung Berlin, Stipendiatin 2011–2013[38]
- Prix Ars Electronica (Linz, AT), Honorary Mention in der Kategorie ‘Digital Musics & Sound Art’ für ‘BETWEEN | YOU | AND | ME’ 2012
- Artist-in-Residence-Stipendium der Kunstministerin des Freistaates Sachsen (DE), vergeben in Kooperation mit der Landeshauptstadt Dresden 2011[39]
- Aufstiegsstipendium des Bundesministeriums für Bildung und Forschung 2009–2010[40]

## Weitere Referenzen (Auswahl)
- ORF Feature 2 ‘Zeitton’ über die Künstlerin Anke Eckardt, 2024,[41]
- ‘BLAUPAUSE: Zur Zukunft der Freien Szenen’, 2021 Ko-Kuratorin des Symposiums in Köln,
- Publikation ‘Digital Synaesthesia’[42],
- ORF Feature 1 ‘Zeitton’ über die Künstlerin Anke Eckardt, 2014[43]